# Диколовка (Гомельский район)
Диколовка (бел. Дзі́калаўка) — деревня в Терюхском сельсовете Гомельского района Гомельской области Республики Беларусь.

## География

### Расположение
В 6 км от остановочного пункта Диколовка (на линии Гомель — Чернигов), 34 км на юг от Гомеля.

### Гидрография
На реке Немыльня (приток реки Сож).

## Транспортная сеть
Транспортные связи по просёлочной, затем автомобильной дороге Старые Яриловичи — Гомель. Планировка состоит из криволинейной улицы, ориентированной с юго-востока на северо-запад, к южной части которой присоединяется короткая улица. Застройка двусторонняя, деревянная, усадебного типа.

## История
По письменным источникам известна с XVIII века как деревня рядом с рудником, где добывалось железо для местных нужд. После 1-го раздела Речи Посполитой (1772 год) в составе Российской империи. В 1773 году в Гомельской волости Рогачёвской провинции. В 1788 года существенно расширил свою деятельность рудник, владение фельдмаршала, графа П.А. Румянцева-Задунайского. В 1816 году в составе Климовской экономии Гомельского поместья. В 1834 году владение фельдмаршала князя И.Ф. Паскевича. С 1880 года действовал хлебозапасный магазин. Согласно переписи 1897 года располагалась в Марковичской волости. В 1909 году 666 десятин земли.
В 1926 году отделение связи, в Портновском сельсовете Носовичского района Гомельского округа. В 1930 году организован колхоз. Во время Великой Отечественной войны 28 сентября 1943 года освобождена от немецкой оккупации. 27 жителей погибли на фронте. 
В 1959 году в составе совхоза «Социализм» (центр — деревня Терюха).

## Население

### Численность
- 2004 год — 44 хозяйства, 64 жителя

### Динамика
- 1773 год — 14 дворов
- 1788 год — 89 жителей
- 1816 год — 24 двора
- 1834 год — 33 двора, 203 жителя
- 1897 год — 63 двора, 424 жителя (согласно переписи)
- 1909 год — 69 дворов, 466 жителей
- 1926 год — 76 дворов
- 1959 год — 342 жителя (согласно переписи)
- 2004 год — 44 хозяйства, 64 жителя

## Галерея
- Табличка с названием села при въезде со стороны Кравцовки
- Магазин
- Автобусная остановка
- Улица
- Хата
- Хата
- Хата